# Signora con ventagli
Signora con ventagli è un dipinto del pittore francese Édouard Manet, realizzato nel 1873-1874 e conservato al museo d'Orsay di Parigi.

## Descrizione
Nina de Villard, la donna ritratta, era una figura stravagante ed energica che aveva fatto della propria dimora parigina un salotto frequentato da un mélange letterato-artistico di respiro nazionale: fra gli habitué vi erano personalità come Paul Verlaine, Stéphane Mallarmé, Anatole France e, ovviamente, lo stesso Manet.
Manet riprende la giovane amica in una posa domestica e del tutto anticonvenzionale: Nina, infatti, è distesa su un divano, poggia un gomito su un cuscino ed è avvolta in un abito all'algerina di stoffa nera (da lei solitamente indossato durante i ricevimenti) che dà volumetricamente risalto alla figura, ben separata in questo modo dai toni bianchi del canapè e dalla parete monocroma di fondo. Quest'ultima, in particolare, è addobbata per la situazione con tappezzeria e ventagli giapponesi, che allora godevano in Europa di grandissima popolarità: questa scenografia, riprodotta anche nel ritratto di Stéphane Mallarmé (Manet) e in vari dipinti di Monet, Whistler, Tissot e Renoir, non sembra avere particolari finalità simboliche.
In questo dipinto Manet dà prova del proprio talento ritrattistico, riuscendo a penetrare con acutezza la psicologia del personaggio rappresentato. È indubbio che l'artista guarda Nina con simpatia, e non esita a metterne in risalto l'eleganza e la sua tendenza alla convivenza sociale; dietro il divertimento e la palpitante complicità, tuttavia, si nasconde un'indole cogitabonda, stanca e persino malinconica, che neppure il lieve sorriso che le percorre le labbra riesce a camuffare. La stesura pittorica, come di consueto, ha un aspetto compendario e trascura i dettagli in favore di una resa dell'immagine più vivace e veritiera, ottenuta con l'impiego di pennellate talora rapide e vibranti, talora minute e spezzate. Speciale menzione merita la scelta cromatica della veste di Nina, animata da un nero brillante, addirittura luminoso, tipico di Manet.